# Municipio de Fisher (Dakota del Norte)
El municipio de Fisher (en inglés: Fisher Township) es un municipio ubicado en el condado de Grant en el estado estadounidense de Dakota del Norte. En el año 2010 tenía una población de 16 habitantes y una densidad poblacional de 0,19 personas por km².

## Geografía
El municipio de Fisher se encuentra ubicado en las coordenadas 46°14′44″N 101°41′8″O / 46.24556, -101.68556. Según la Oficina del Censo de los Estados Unidos, el municipio tiene una superficie total de 85.45 km², de la cual 85,31 km² corresponden a tierra firme y (0,16 %) 0,14 km² es agua.

## Demografía
Según el censo de 2010, había 16 personas residiendo en el municipio de Fisher. La densidad de población era de 0,19 hab./km². De los 16 habitantes, el municipio de Fisher estaba compuesto por el 87,5 % blancos, el 12,5 % eran de otras razas. Del total de la población el 18,75 % eran hispanos o latinos de cualquier raza.